# IMAWANOKIWA
「IMAWANOKIWA」（いまわのきわ）は、いよわ feat. 初音ミクのボーカロイド曲である。作詞、作曲、編曲、イラスト、動画すべてをいよわが制作しており、VOCALOIDである初音ミクに歌唱させた楽曲である。
2019年11月10日にYouTubeおよびニコニコ動画に投稿され、同年11月17日にいよわ初めてのアルバム『ねむるピンクノイズ』内に収録された。2019年に投稿されたいよわの代表曲の一つである。

## リリース
本作は、ボカロPであるいよわによって、2019年11月10日にYouTubeおよびニコニコ動画に投稿された。前作は同年10月13日に発表された「ディアーマイウィッチクラフト」、次作は翌年1月4日に公開された「くろうばあないと」である。いよわ11作目の作品で、3作目となるニコニコ動画でのミリオン達成曲である
本楽曲が収録されたアルバム『ねむるピンクノイズ』は、2019年11月17日に開催されたイベント「THE VOC@LOiD M@STER 43」にて、個人制作アルバム（同人作品）として頒布された。各種音楽配信サービスにて、配信アルバムとしてもリリースされている。本楽曲は、このアルバムのハイライトとなる作品とされる。いよわは、2018年12月ごろから本楽曲の制作を始めたが、ずっと完成させずに温めており、アルバムに収録するために完成させたことを明かしている。その時点では公開されたものと異なるミュージックビデオの構想があったが、別の方向性で作り始めたところ、たった二晩で完成した。
2021年12月15日には、初音ミクボーカロイドコンピレーション・シリーズ第17弾であるコンピレーションアルバム『EXIT TUNES PRESENTS Vocalodelight feat.初音ミク』に収録された。

## 楽曲
本楽曲はタイトルの「今際の際」が示すように「天使に魅せられた主人公が死の淵に向かって落ちていく」物語となっており、ライターのnamahogeは「エラーの刹那の情景を切り出したような作品」と表現し、「人生におけるグリッチそのもののような曲」と評している。詩人岩倉文也には、サウンド、歌詞の詩的密度、ミュージックビデオ（MV）の仕掛けなど、あらゆる意味で完成度の高いいよわの代表曲であると評されている。
歌詞の内容を含む楽曲単体と、MV単体、それらを合わせた動画作品としての物語性は異なっており、岩倉はそれぞれの階層において楽曲に内在する物語性を分析している。

### サウンド
ギターフレーズがイントロから用いられている。横川理彦はこれをサンプルネタであり、新機軸であると分析している。イントロの時点でドラムの刻みとピアノのリズムアクセントがずれている。音楽ライターの栞にフィットする角はこれを「心地よく楽曲に乗ることを許さない」と言及している。
ボーカルは初音ミクのみであり、早口フレーズを特徴とする。Aメロのボーカルは「リズム隊など眼中にないかのように」ふわふわとしたメロディであり、「どこかぎくしゃくしたような不穏な浮遊感が漂い続ける」こととなっている。
178 BPM で、メロディの節々に16分音符の細かい譜割が登場する。音域は3オクターブ弱で、非常に広い。サビでは、1オクターブ跳ね上がり、16分音符刻みの上でダイナミックなメロディが展開される。このメロディは4分音符、16分音符、3連符を織り交ぜることで急激な緩急がつけられ、「単に疾走する16ビートをただ気持ちよく聴かせるだけでなく、その中での一小節、一拍ごとのタイム感を自在に伸び縮みさせる」効果があるとされる。サビ以降は改めてピアノがフィーチャーされ、激しいソロが楽曲を牽引するようになる。2分47秒以降のCメロでは、音高がA5にまで達し、歌詞を聞き取ることがほとんどできなくなる。このアップテンポな曲調や高音かつ早口のサビにより、楽曲は「どこか病的な楽天性すら感じさせる」と評されている。
横川は、同曲でしばしば複数トラックに現れる、手弾きCLAVIAによるアドリブ的な「荒ぶる」ピアノフレーズは、いよわのトレードマークであるとしている。栞にフィットする角もボーカルとリード楽器によるグルーブ感のコントロールと手弾きのピアノによるリズムの跳ね・揺らぎが特徴的で、いよわの魅力が明快に現れた名曲であると評している。

### 歌詞
歌詞から得られる楽曲のイメージは、「日常に倦み疲れた人物が"天使"と出会い、それにのめり込んでいく」というものである。歌詞からは、ここに登場する"天使"は文字通りの天使を意味するのか、それとも比喩であるのかは判断できない。主人公はこの"天使"に、「幸福の定義さえ覆るほどに薬漬けでも構わない」ほどに焦がれるが、最後には"天使"は失われ、その後を追うように「暗いほうは見ないで飛び立っていく」。namahogeはこの最後のフレーズ「飛び立っていくのさ」にて、「物語世界のプログラムをクラッシュさせる」と表現している。
なお、サビ終盤の「もっと もうちょっと居たいなって」は、ゲスの極み乙女「もう切ないとは言わせない」のサビ「もっとあともうちょっと」が参照されている。
その物語性に対し、歌詞自体には複雑な語法は用いられておらず、あくまで日常性で支えられている。サビでは、「甘いエンジェルヘイロー」「噛んだ哀れなアノニマス」のような「感覚的で飛躍のある語彙」がその日常性の「裂け目」に差し挟まれ、ある均整が保たれている。

### ミュージックビデオ
本作のミュージックビデオも、いよわによるほかの作品と同様、作画とアニメーションを含めた全ての工程をいよわ一人によって制作されている。その中には、キネティックタイポグラフィをはじめとする、多くの「膨大な解読されるべき細部」がひとつの暗号としてパッケージングされている。
登場人物としては、ボーカロイドのキャラクター（初音ミク）ではなく、「いよわガールズ」と呼ばれるオリジナルキャラクターが登場する。最初に黒い服を着た女性がアップで映され、細やかに表情を変えながら、画面上に表示される歌詞を口遊むように口を動かす。主人公は曲の進行とともに、涙を流したり、顔を手で覆ったりする。楽曲後半で、女性は消え、高速で「大人の指を掴む赤子の手、赤子の足、女性が子を抱きかかえる姿、子供の鞄、ランドセルを背負った笑顔の少女、子供の足、掻き消える少女の後ろ姿」が順に表示され、最後に両手を広げた天使の姿が現れる。続いて「涙に顔を歪めながら天使に手を伸ばす女性の姿」が描かれ、暗転して暗闇に煙が漂う空間に座る女性がクローズアップされて終わる。
曲中およびMV中に潜む暗号として、いよわ本人にも語られている通り、モールス信号が隠されている。ほかにも、一時停止しなければ判別できない、サブリミナルめいた鏡文字の文章や図像が潜められている。米原は、いよわのリリックビデオのほとんどに使われているキネティックタイポグラフィの中でも、本作は最もそれが際立つものであると評している。木澤は、これらを「解読」しても作者からのメッセージが図示されるわけではないが、楽曲に隠された母と娘の物語がぼんやりと浮かび上がってくる構造となっていると分析している。

### 物語
岩倉は、歌詞からは「恋とその破綻を歌った歌」と解釈できるとしている。一方、MVの映像からは「娘を亡くして悲嘆に暮れていた女性が、ある日娘の生まれ変わりのような天使と出会うが、それさえも最後には失ってしまう」という物語と受け取られる。そして、歌詞と映像から語られる物語が重なり合った動画作品としては、それぞれ互いに異なる二つの物語のイメージが同時並行的に立ち現れ、作品の視聴によりそれらが瞬間的に受け取られて「強烈な違和感」を生じるが、この消えては現れる相反する物語のイメージの連鎖がいよわ作品の「未知の快感の正体である」と分析している。このような楽曲とMVの物語性の矛盾は、ほかのいよわ作品、例えば「あだぽしゃ」などにも見られる。

## 反響

### 広まりとチャート
2020年1月19日に、YouTubeで10万再生を達成した。続いて、2021年4月19日にいよわ初の100万再生を達成した。
2020年7月18日には、ニコニコ動画で自身初の再生数10万回を突破し、「VOCALOID殿堂入り」となった。「きゅうくらりん」、「1000年生きてる」に次ぐ、いよわ3作目のミリオン達成作品である。
公開から5周年の2024年11月10日時点で、YouTubeとニコニコ動画を合わせた累計再生数は約2,263万回であった。
2023年1月11日には、Billboard JAPAN による「ニコニコ VOCALOID SONGS TOP20」で8位に初チャートインした。集計期間は2023年1月2日から1月8日。翌週にも18位にチャートインしている。

### アーティストからの認知や評価
ボカロPのはるまきごはんは、本楽曲もしくは「水死体に戻らないで」が発表されたタイミングでいよわを認識したと語っている。
イラストレーターであるしぐれういは本作について、最初は曲調のオシャレさと駆け抜けるようなサビが癖になって聴いていたが、歌詞を嚙み砕いてMVを見つめた結果、様々な感情が生まれ、今でもずっと心に残っている楽曲であると評価している。
バーチャルシンガーの花譜は、同曲が初めて聴いたいよわの楽曲であったと語っており、Twitterで流れてきたMVを偶然見かけ、登場する女の子の微笑みが可愛くて「意味深そう」で、思わずタップしたというエピソードを語っている。音楽については、不思議で聞き馴染みのないリズムや、「流れるようで時に心をひっかくような」メロディ、そして影の指す歌詞がオンリーワンで、それに心打たれたことを語っている。また、アニメーションをも手掛けていることに驚きを表している。

### TikTok での流行と YouTube コメント欄の閉鎖
本作品はニコニコ動画とYouTubeに投稿されたばかりのころは、サイト内での再生数は伸ばしながらも、外部へのリーチはあまりなかった。のちにTikTokに投稿され、「予期せぬTikTokバイラル」が生まれた。
投稿して約1年が経過した2021年1月に、TikTokユーザーであるゆたにが『ディズニー ツイステッドワンダーランド』の二次創作アニメーションを作成しアップロードした。この非公式音源を流用して多くのユーザーが派生動画を作成し、7,342本の動画が投稿された。ここでは、「間違いなく あなたは／私の天使だ」までの約10秒間のみが切り取られて、漫画やアニメのキャラクター、アイドルなどに言及するための二次創作BGMとして流行し、いよわの意図を離れた。
さらに3か月後の2021年4月にはVTuber/歌い手であるあもによって、Bメロの5秒のみが切り取られた歌唱動画が投稿され、流行の第二波となった。これはコムドットやゆら猫などのインフルエンサーによって流用されることとなった。すなわち、人間の声による「間違いなくあなたは私の天使だ」という歌詞が、「TikTokライクなバストアップの画角で自らを差し出すインフルエンサーがファンダムからの目線を鏡像的に映すための限定的な意味として流通する」事態となった。この音源を用いて、先述の非公式音源の約70倍、（おそらくプラットフォーム内のシステムにより）いよわ名義で登録された公式音源の約110倍に当たる、約52,600本の派生動画が投稿された。
その後、さらに「私の天使だ」のみに削ぎ落とされた2秒間の断片を意図的に誤読し、「子供じみた卑語」に読み替える動きが発生した。これはTikTok内に留まらず、本家の動画にも影響し、いよわはYouTubeコメント欄を閉鎖することになった。いよわはnoteにて、「不愉快に感じる投稿が非常に増えたため」、また「自身の精神衛生を保つため」に対策を行ったと表明した。もともといよわは二次創作用途の楽曲利用は条件付きで承認しており、切り抜きについても「大した抵抗はなかった」としているが、「明らかな敬意の欠如」が耐え難かったと説明している。namahogeはこの衝突を「ピュア・グリッチ」と表現し、ニコニコ動画を中心としたボカロ音楽文化圏と、TikTokという異なる文化集団の間に生じた摩擦であるといえるとしている。